# 是枝周樹
是枝 周樹（これえだ ひろき、1964年2月24日 -）は、日本の実業家。株式会社ミロク情報サービス代表取締役社長。株式会社ミロク情報サービスの創業者である是枝伸彦の長男。

## 経歴
- 1964年:東京都生まれ。
- 1982年:日大三高卒業。
- 1987年:株式会社フォーバル入社。
- 1994年:株式会社ミロク情報サービス取締役に就任。
- 1999年:常務取締役に就任。
- 2001年:専務取締役に就任。
- 2003年:取締役副社長に就任。
- 2005年:代表取締役社長に就任。

なお、読売ジャイアンツ（２軍内野守備走塁コーチ）福王昭仁、立川志らく（落語家）、片山右京（元F1ドライバー、現登山家）は日大三高の同級生。

## 主要著書
- なし